# 端门 (河内市)

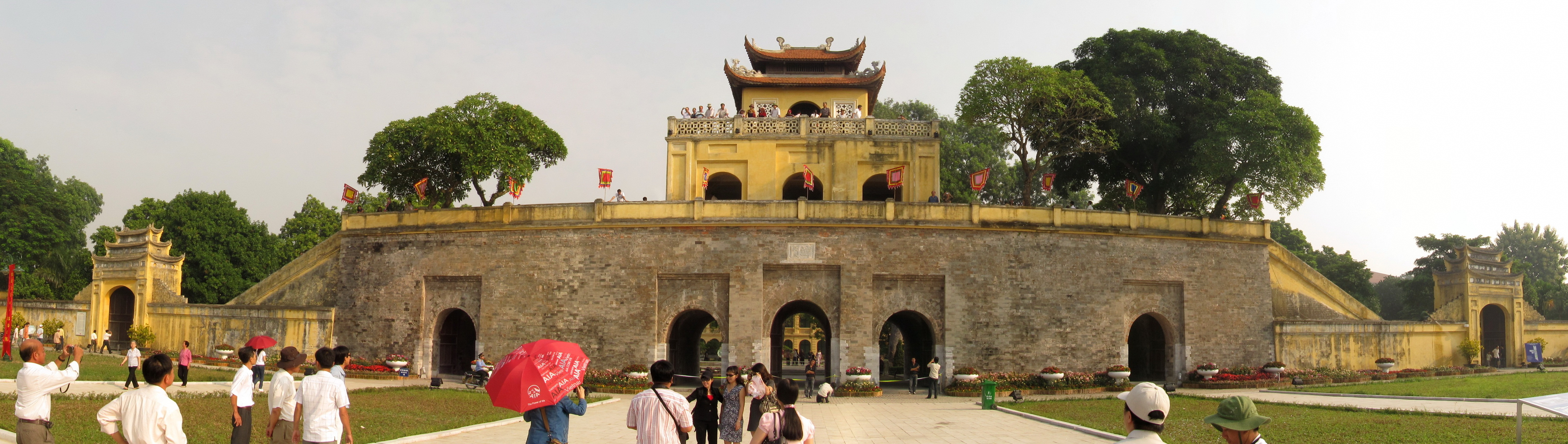
端门正面

端门（越南语：／）是升龙皇城的南大门，位于越南河内。该门始建于越南李朝时期，但现存的端门结构则是在后黎朝早期（约公元15世纪）建造的。此后经过历代的修复与重建，直到阮朝时期（十九世纪）进行了翻修并保存至今。该门为包括升龙皇城在内的整个升龙古都仅存的五个建筑结构之一（其他四个分别为：河内旗台、正北门、敬天殿台基以及文庙—国子监）。河内端门整体上呈U字形，东西长46.5米，共设有5个通道，其中中间的拱门为皇帝专用。端门的两侧还设有两个小门，分别是左端门（Tả Đoan Môn）和右端门（Hữu Đoan Môn）。目前该门完好无损并被用作升龙皇城遗址的入口。